# Heinrich Goldemund

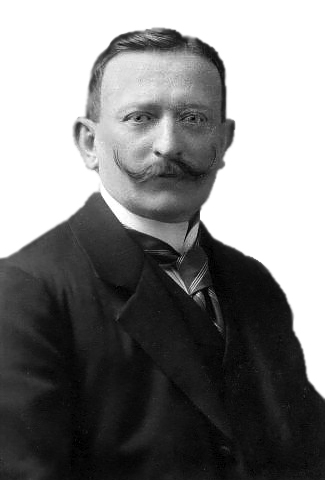
Heinrich Goldemund (vor 1914)

Heinrich Goldemund (* 13. August 1863 in Kojetín, Mähren; † 2. März 1947 in Salzburg, Österreich) war österreichischer Architekt, Stadtplaner und Baumanager.

## Leben
Heinrich Goldemund, dessen Familie ursprünglich aus Hotzenplotz stammte, schloss seine Schulausbildung in Wien ab und studierte von 1886 bis 1890 an der Technischen Hochschule Wien. 1890 trat der junge Ingenieur als Volontär ins Wiener Stadtbauamt ein und wurde 1893 Bau-Adjunkt. Als Fachmann und Anhänger der christlichsozialen Partei Karl Luegers, des Bürgermeisters von 1897 bis 1910, erlebte er einen raschen beruflichen Aufstieg, wurde 1908 Oberbaurat und 1913 schließlich Stadtbaudirektor Wiens.
Bis 1920 wirkte Goldemund unter den Bürgermeistern Richard Weiskirchner (einem Christlichsozialen) und Jakob Reumann (einem Sozialdemokraten) als Stadtbaudirektor. Vom 4. März 1919 bis zum 9. November 1920 war Goldemund außerdem christlichsozialer Abgeordneter zur Konstituierenden Nationalversammlung.
Angesichts des durch die Realisierung des allgemeinen, gleichen Wahlrechts für Männer und Frauen auf kommunaler Ebene bewirkten Machtwechsels in Wien (1919 absolute Mehrheit der SDAP) entschied sich Goldemund, in die Privatwirtschaft zu wechseln. Von 1921 bis 1945 war er als Generaldirektor der Universale Bau AG, eines Großunternehmens der österreichischen Bauwirtschaft, tätig. In der NS-Zeit gehörte Goldemund dem Nationalsozialistischen Lehrerbund sowie NSV, DAF und NSBDT an. 1939 bezeichnete er sich selbst als „Anhänger der NSDAP“, für die er sich schon vor dem Umbruch ausgesprochen habe. Der damalige Gauleiter Josef Bürckel machte Goldemund deshalb im selben Jahr zum Beirat für das Bauwesen in Wien, auch auf der Grundlage, dass Goldemund „der Bewegung stets nahe stand“.
Er hat neben seinen Memoiren zahlreiche Publikationen hinterlassen.

## Bedeutung

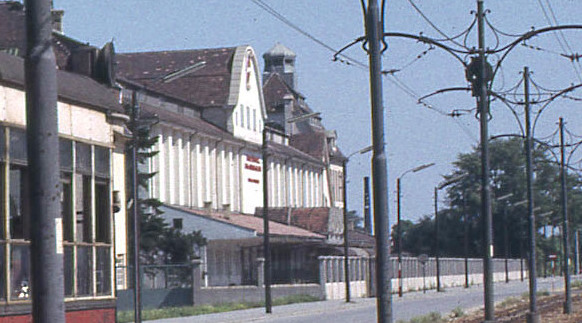
Städtisches Kühllagerhaus (1965)

Goldemunds Bestreben als Stadtplaner war es, die 1890 bis 1892 und 1904 bis 1905 vorgenommene Vergrößerung Wiens um die Vororte und um Gebiete am linken Donauufer planerisch unter Rücksicht auf das gewachsene Stadtbild und dessen Maßstab umzusetzen. Ein wichtiger Schwerpunkt seiner Tätigkeit waren Grünanlagen und Naherholungsgebiete, etwa die 1908–1910 vorgenommene Erweiterung des Türkenschanzparks. Die bedeutendste Leistung in diesem Zusammenhang ist die 1905 beschlossene Einrichtung des Wiener Grüngürtels (Wald- und Wiesengürtel).
In dieser Funktion hatte er Einfluss auf Verkehrsbauwerke wie Brücken, Bäder, Hochwasserschutzbauten etc. In diesem Zusammenhang wird ihm eine Mitwirkung an Bauten des ebenfalls für das Wiener Stadtbauamt tätigen Friedrich Jäckel zugeschrieben, namentlich das Jörgerbad und den Döblinger Steg.
Auch handelte er die Freigabe des Exerzierplatzes auf der Schmelz aus, die ab 1912 im großen Stil verbaut wurde (nördlicher Teil von Neu-Fünfhaus bzw. als Herzstück davon das Nibelungenviertel). In einer ähnlichen Transaktion mit privaten Grundbesitzern wurde die Anlage des Technischen Museums ermöglicht.
Auf ihn zurückgehende Bauten sind nicht erhalten, er erarbeitete allerdings schon 1905 ein Grundkonzept der Höhenstraße. Das während des Ersten Weltkrieges erbaute Städtische Kühllagerhaus an der Donaulände (Engerthstraße 257) wurde Anfang der 1990er-Jahre abgerissen, heute befindet sich dort ein Pensionisten-Wohnheim. Über den Bau sagt Friedrich Achleitner, dass es sich weniger wie ein technischer Bau, sondern mit seinen architektonischen Elementen (Mittelrisalit mit geschwungenem Giebel, barockisierendes Einfahrtstor) eher wie ein „behäbiger Gutshof“ ausnimmt.

## Ehrungen
Die Technische Hochschule Wien verlieh Goldemund die Titel eines Ehrendoktors (1917) und eines Ehrensenators (1944). Im Jahr 1958 wurde in Wien-Donaustadt (22. Wiener Gemeindebezirk) der Goldemundweg aufgrund eines Gemeinderatsbeschlusses vom 26. April 1958 nach ihm benannt. Im Jahr 1943 erhielt er die Goethe-Medaille für Kunst und Wissenschaft.